# Palácio Conde dos Arcos (Goiás)
O Palácio Conde dos Arcos é um palácio situado na Cidade de Goiás, antiga sede do governo do estado de Goiás, e leva o seu nome em homenagem ao primeiro governador da então capitania de Goiás, Dom Marcos de Noronha, o 6º Conde dos Arcos. A sua arquitetura é barroca. 